# Apogon gouldi
Apogon gouldi är en fiskart som beskrevs av Smith-vaniz, 1977. Apogon gouldi ingår i släktet Apogon och familjen Apogonidae. Inga underarter finns listade i Catalogue of Life.